# Церква Собору Пресвятої Діви Марії (Заставці)
Церква Собору Пресвятої Діви Марії в Заставцях — парафія і храм греко-католицької громади Монастириського деканату Бучацької єпархії Української греко-католицької церкви в селі Заставці Чортківського району Тернопільської области.

## Історія церкви
До 1946 року парафія та храм належали до УГКЦ. З 1946 по 1989 рік вони були підпорядковані РПЦ, а в січні 1990 року знову повернулися в лоно УГКЦ.
Храм був збудований у 1835 році місцевими жителями, які виступили і жертводавцями.
При парафії діють такі спільноти:
- Братство «Жива Вервиця» (2005).
- УМХ (1998).
- Марійська дружина (1998).
- Вівтарне братство (1998).
- Братство Матері Божої Неустанної Помочі (1998).

На території села розташовані фігура Матері Божої та хрести парафіяльного значення. У власності парафії є проборство.

## Парохи
- о. Микита Дякув (1882—1888),
- о. Ромуачьд Фщелович (1888—1890),
- о. Тимофій Бурдуляк (1890—1893),
- о. Іван Зозулях (1893—1896),
- о. Семеон Семків (1896—1897),
- о. Петро Рулакевич (1897—1920),
- о. Олекса Кваснюк,
- о. Ілля Мединський,
- о. Андрій Декальський,
- о. Констянтин Консевич,
- о. Омелян Осадца (1920—1923),
- о. Михайло Дмитрик (1923—1925),
- о. Григорій Кубай (1925—1928),
- о. Григорій Олексіїв (1928—1931),
- о. Степан Цісик (1931—1932),
- о. Володимир Мушкетик (1932—1935),
- о. Богдан Романишин (1936—1943),
- о. Микола Козяр (1944—1946),
- о. Йосафат Станчик (1946—1953),
- о. Шафран (1953—1954),
- о. Михайло Скарлаш (1955—1957),
- о. Ярослав Домінський (1957—1959),
- о. Грош (1960),
- о. Іван Ворончак (1960—1961),
- о. Михайло Немелівський (1962—1969),
- о. Сергій Кострицький (1969—1982),
- о. Григорій Петришин (1983—1993),
- о. Антон Вербовий (1993—1995),
- о. Ярослав Капулов (1995—1998),
- о. Григорій Пертишин (1998),
- о. Роман Ворончак (жовтень-грудень 1998),
- о. Роман Бронецький (з 19 грудня 1998).